# Зајенти (Калифорнија)
Зајенти (енгл. Zayante) насељено је место без административног статуса у америчкој савезној држави Калифорнија.

## Демографија
По попису из 2010. године број становника је 705.
| Група             | 2000.    | 2010.       |
| Белци             | 0 (0,0%) | 614 (87,1%) |
| Афроамериканци    | 0 (0,0%) | 10 (1,4%)   |
| Азијати           | 0 (0,0%) | 4 (0,6%)    |
| Хиспаноамериканци | 0 (0,0%) | 57 (8,1%)   |
| Укупно            | 0        | 705         |